# 息白し
息白し（いきしろし）とは、俳句における冬の季語で、吐く息が白く見えること。
冬は気温が低く、空気が冷たいので、吐く息が白く見える。天候や時刻によって左右され、はっきり見えるときもあればそうでないときもあるが、冬らしい光景のひとつであり、冬を実感する光景である。人間だけでなく、犬や馬など動物の息についてもいう。白息（しらいき）といった言い方もされる。